# Настольные девочки
«Настольные девочки» (англ. Board Girls) — седьмой эпизод двадцать третьего сезона американского мультсериала «Южный Парк». Премьера эпизода состоялась на Comedy Central в США 13 ноября 2019 года. Эпизод посвящен проблемам гендерного неравенства и излишней чувствительности, которая их окружает. Замдиректора Сильная Женщина принимает участие в соревнованиях, где встречает неожиданную соперницу, а Эрик Картман пытается не пустить девочек в свой клуб любителей настольных игр. Сюжетная линия Сильной Женщины демонстрирует, как сложно вести откровенную дискуссию о трансгендерных спортсменах, оставаясь при этом политкорректным, также в эпизоде пародируется поведение профессиональных реслеров.

## Сюжет
В шоу меняется начальная заставка: с первого по шестой эпизоды сезона на ней была «Ферма порядочности» (англ. Tegridy Farms), в этом же эпизоде она посвящена ПК-деткам. На школьном собрании ПК Директор объявляет, что замдиректора Сильная Женщина примет участие в соревнованиях на звание сильнейшей женщины, где она является действующей чемпионкой. Затем замдиректора призывает девушек активнее участвовать во внеклассных спортивных секциях и клубах.
Эрик, Стэн, Баттерс, Клайд и Скотт играют в клубе «Настольные жеребцы» (англ. Dice Stidz) в Dungeons & Dragons. К ним заходит Мистер Маки и сообщает, что Тэмми и Николь хотят присоединиться к их клубу. Картман попытается возразить, но Маки говорит, что школьные клубы открыты для всех. Девочки сразу же показывают высокий уровень понимания игры, что шокирует мальчиков. Они идут жаловаться Маки, однако он считает, что то, что девочки их легко обыгрывают не является основанием для их исключения из клуба. Тогда мальчики решают сыграть в настольную игру с миниатюрными моделями, чтобы сделать процесс непонятным для девочек, однако оказывается, что они и к этому готовы. Картман, Баттерс и Скотт доходят до Конгресса США, где требуют законодательно запретит девочкам вступать в их клуб. В это время девочки организовывают свой клуб «Настольные девочки» (англ. Board Girls), который пользуется большой популярностью. Мальчики уже хотят вступить в их клуб, но Маки выгоняет их, поскольку принятое в результате просьб самих мальчиков новое школьное правило больше не допускает мальчиков в клубы для девочек и наоборот.
На соревнованиях за звание сильнейшей женщины, замдиректора Женщина даёт интервью, которое прерывает новая участница соревнований Хизер Свонсон, начавшая себя идентифицировать как женщина всего пару недель назад, чрезвычайно мускулистая и бородатая, по своему образу и поведению являющаяся пародией на Рэнди «Мачо Мэна» Сэвиджа. Свонсон легко занимает первое место на соревнованиях, замдиректора Женщина довольствуется серебром. Позже Свонсон навещает ПК Директора и замдиректора в их доме, хвастается победой и вступает в спор с ПК Директором. Затем Свонсон даёт интервью в телепрограмме, где хвастается выигранными недавно спортивными трофеями и вызывает замдиректора Женщину на состязание в любом виде спорта. Она рассказывает ПК Директору, что на самом деле Хизер Свонсон — это её бывший парень Блейд Джаггерт, и причина его поведения в том, что он чувствует, что когда они расстались, он был побеждён женщиной. Когда Хизер даёт новое интервью, её прерывает ПК Директор. Он толкает её, и она картинно падает, прыгая на стол и изображая тяжёлую травму, которую явно нельзя получить от обыкновенного толчка. Это подрывает репутацию ПК Директора, и он боится взглянуть в глаза своим политкорректным детям. Чтобы загладит свою вину, он приглашает Свонсон в школу в качестве мотивационного спикера. Во время своего выступления, Хизер начинает хвастаться, что может победить любую девочку в любом состязании. Девочки возражают, что она не сможет их победить в их любимых настольных играх. Свонсон принимает вызов, и проигрывает все партии. Хизер в гневе уходит, повторяя аргументы Картмана насчёт девочек, который единственный ей сочувствует. ПК Директор возвращается домой и понимает, что его дети не злятся на него и всё поняли правильно.

## Отзывы
Райан Паркер из The Hollywood Reporter отметил, что использование образа позднего Рэнди Сэвиджа в качестве транс-атлета вызвало неоднозначную реакцию. Одна из наиболее известных активисток движения за права трансгендеров Вероника Айви назвала создателей сериала трансофобами.
Джесси Шедин из IGN дал эпизоду «хорошую» оценку 7,4 из 10, отмечая, что эпизод немного отходит от текущих событий. В своем обзоре он пишет: «Как мы видели снова и снова, Южный Парк, как правило, становится лучше, когда он не пытается вырвать сюжетные линии непосредственно из текущих заголовков, а вместо этого стремится быть актуальным на непреходящие темы».
Крис Лонго из Den of Geek дал эпизоду оценку 3 из 5 звезд и прокомментировал, что эпизод «оставил желать лучшего» в части пародии на Рэнди Сэвиджа, используемую, чтобы прокомментировать критику транссексуалов. В итоге это критика в эпизоде получилась «безответственной и небрежной в своей постановке, эпизод сливается в тот момент когда у него есть шанс перейти в серую область предполагаемого социального комментария». Сюжетная линия настольных игр ему не понравилась, но линию ПК-деток он назвал «достаточно хорошей».
Стефани Уильямс из The A.V. Club поставила эпизоду оценку «С-», отмечая, что резкая смена сюжетной линии в сезоне ей не понравилась. Персонаж Хизер Свонсон оставил настолько спорное впечатление, что она уже не против возвращения «Ферм порядочности». Она называет этот эпизод самым слабым в сезоне.
Дани Ди Пласидо из Forbes отмечает, что шоу изменило формат, эпизоды теперь больше похожи на спин-оффы, в которых больше внимания уделяется второстепенным персонажам. Он пишет, что шоу затрагивает важную тему критики трансгендеров, однако вывод из эпизода о том, что мужчины не должны притворяться женщинами, чтобы обыграть систему, представляется очевидным. Также Ди Пласидо отмечает, что шоу ушло от прежнего нигилизма и стало «бессовестно прогрессивным». В целом он считает, что «Настольные девочки» — «забавный эпизод», однако с точки зрения социальной сатиры он откровенно слаб.
Ренальдо Матадин из CBR.com отметил, что эпизод использует модную тему ностальгии по 1980-м годам, в частности, по играм в Dungeons & Dragons.
Джереми Ламберт из 411mania.com поставил эпизоду оценку 9 из 10, назвав его «изумительным». Выбор образа позднего Рэнди Сэвиджа в качестве противника Сильной Женщины на соревнованиях он назвал «умным ходом». По его мнению, в этом эпизоде все было органично, даже несмотря на то, что на первый план в эпизоде вышли второстепенные персонажи, а большинство главных героев на этот раз были в тени.